# Saljut 1
Saljut 1 (DOS-1) (rus. Салют-1), prva svemirska postaja u Zemljinoj orbiti, iz programa Saljut. Lansirao ju je Sovjetski Savez 19. travnja 1971. pomoću rakete Proton-K iz kozmodroma u Bajkonuru. Prva tročlana posada na postaju je trebala doći letjelicom Sojuz 10 no zbog tehničkog kvara nisu se uspjeli spojiti s postajom.
Druga posada u Sojuzu 11 uspješno je pristala za postaju i na njoj boravila 23 dana. Međutim, cijela je posada poginula tijekom povratka na Zemlju nakon što se kapsula otvorila i izložila ih svemiru.  Misija je nakon nesreće privremeno suspendirana te je postaja nakon 6 mjeseci namjerno deorbitirana.

### Struktura
Sovjeti su Saljut 1 opisali kao testnu svemirsku postaju koja će poslužiti kao laboratorij za znanstvena istraživanja i eksperimente. Svemirska postaja je opisana kao 20 m dug cilindar s makimalnih 4 m u promjeru. Posada je na raspolaganju imala 99 m3 prostora na raspolaganju, a masa postaje je bila 18.425 kg. Od više odjeljaka, tri su bila ispunjena atmosferom (ukupno 100 m3), a dva su bila na raspolaganju astronautima.

#### Transferni odjeljak
Ovaj dio svemirske postaje je bio izravno povezan s Sojuzom. Bio je stožastog oblika, s 2 m u promjeru na prednjem i 3 m u promjeru na stražnjem dijelu.

#### Glavni odjeljak
Drugi, glavi odjeljak je imao oko 4 m u promjeru. Na snimkama se vidi da je bilo dovoljno mjesta u njemu za 8 veliki stolaca (7 ispred radnih konzola), više kontrolnih panela i 20 prozora.

#### Pomoćni odjeljci
Treći odjeljak je sadržavao kontrolnu i komunikacijsku opremu, napajanje, sustav za održavanje života i pomoćnu opremu.
Četvrti odjeljak je sadržavao motore, njihovu kontrolnu opremu.
Saljut je sadržavao pomoćne kemijske baterije, rezerve kisika i vode i njihov regeneracijske sustave. Na postaju su bili namontirana dva seta solarnih panela, radijatori i sustavi za usmjeravanje i kontrolu postaje.

### Orion 1 Svemirski Teleskop
Orion 1 Svemirski Teleskop je dizajnirao Grigor Gurzadjan s zvjezranice Bjurakana iz Armenije. Teleskop je bio postavljen na Saljut 1 i omogućavao je snimanje UV spektra između 2000 i 3800 A°. Teleskop je imao promjer zrcala od 280 mm i fokus od 1400 mm, a optičkim sustav je bio modificirana Schmidtova kamera.